# Devastierung
Unter Devastierung – auch Devastation (aus der lateinischen Sprache entlehnt: vastus (weit, leer, öde)) – wird im Allgemeinen die Überbeanspruchung, Entwertung, Zerstörung oder Verwüstung von Landschaften, Ortschaften oder einzelnen Bauwerken verstanden. Dazu zählen gravierende geoökologische Eingriffe, wie die Abholzung oder Überbeanspruchung von Wäldern, die Trockenlegung von Moor-Landschaften, die Anlage von Tagebaugruben, Abraum- oder Bergehalden im Bergbau sowie Siedlungszerstörungen durch den Bau von Talsperren. Soziologisch erweitert wurde der Begriff mit Blick auf innerstädtische Flächen, deren vormalige Wohnbebauung im Rahmen des großflächigen Wohnungsrückbaus (siehe auch: Stadtumbau) abgerissen und beräumt wird, was mitunter auch verharmlosend als Flächensanierungen bezeichnet wird. Größere Zerstörungen wurden in der Vergangenheit auch durch Kriegshandlungen („Verbrannte Erde“), Brände oder Seuchen hervorgerufen.

## Ursachen von Devastierungen
Der Mensch gestaltet erdweit seit Jahrtausenden intensiv das Landschaftsbild. Landschaften wurden bereits in der Frühzeit nicht nur anthropogen verändert, sondern großräumig degradiert – bis hin zur Verwüstung mit vollständigem Nutzungsausfall. Die meisten Landschaftszonen der Erde tragen diese Merkmale massiver anthropogener Einflussnahme und Prägung in sich. Übernutzung jenseits der jeweiligen regionalen Tragfähigkeit sind stets wiederkehrende Merkmale aller Kulturlandschaften in allen Landschaftszonen und in allen Siedlungsphasen.

## Beispiele für Devastierungen

### Waldzerstörung in Europa
Starker Nutzungsdruck im Zeitraum vom Mittelalter bis zu frühen Neuzeit führte in Europa zu starken Veränderungen des ursprünglich vorhandenen Waldzustands. Dazu zählen großflächige Rodungen für die damit verbundene Neugründung von Siedlungen ebenso wie deren nachträgliches Wiederauflassen, was Dorfruinen und Wüstungen hervorrief. Die zunehmend reduzierte „Holzbodenfläche“ musste als wichtigster Energie- und Rohstofflieferant für die anwachsende und zunehmend arbeitsteilig agierende Gesellschaft dienen: Sie lieferte Heizenergie für den Erzbergbau, für Glashütten, Ziegelbrennereien, für den Hausbrand sowie das Baumaterial für die aufblühenden Städte (Urbanisierung). Weiterhin fand übermäßiger Verbiss der Bäume durch die in den Wald getriebenen Nutztiere statt. Mit dem aufkommenden Manufakturwesen im 18. Jahrhundert erreichte die Waldverwüstung in Mitteleuropa ihren Höhepunkt. Die Folge war Verheerungen im Wald, deren Ausprägungen nach Auslaufen des Nutzungsdrucks dauerhaft sichtbar wurden. Die jahrhundertelange Übernutzung führte zur Ausdünnung der Wälder; übrig blieben Hutewälder, Schälwälder, Harzungen mit vergrasten, lichten Flächen, aus Stockausschlägen hervorgegangene Baumgruppen, Birken- und Weideanflug sowie Sträucher bildeten die Waldbilder jener Zeit.
Gegen Ende des 18. Jahrhunderts erzwang der bedrohliche Holzmangel die Umstellung auf eine planmäßige Forstwirtschaft. Im Bestreben, die devastierten Flächen möglichst rasch und risikolos mit leistungsfähigen Waldbeständen zu bestocken, wurden die ursprünglich am Standort vorhandenen Laubhölzer zugunsten von Nadelhölzern, vor allem von Fichte und Kiefer, erheblich benachteiligt. Hierfür waren die problemlose Bestandsbegründung, die geringe Umtriebszeit und die auf den meisten Standorten bessere Wüchsigkeit des Nadelholzes, namentlich der Fichte, maßgebend.
Naturwissenschaftlicher Erkenntnisfortschritt führte seither zu der Erkenntnis, dass der Wald Wohlfahrtswirkungen hat. Dazu gehören die Speicherung, Filterung und gleichmäßigere Abflussverteilung der Niederschläge, der Schutz vor Bodenerosion durch Wind oder Auswaschung, die Eindämmung der Lawinengefahr im Hochgebirge, die Verminderung der Windgeschwindigkeiten, die Dämmung von Lärmquellen, die Filterung und Verbesserung der Luft als Bestandteil des Klimaschutzes (Absorption von Kohlendioxid) sowie der Sichtschutz. Der Wald gilt somit als stabilisierendes Element innerhalb des Natur- und Landschaftshaushalts.

### Braunkohlebergbau in Deutschland

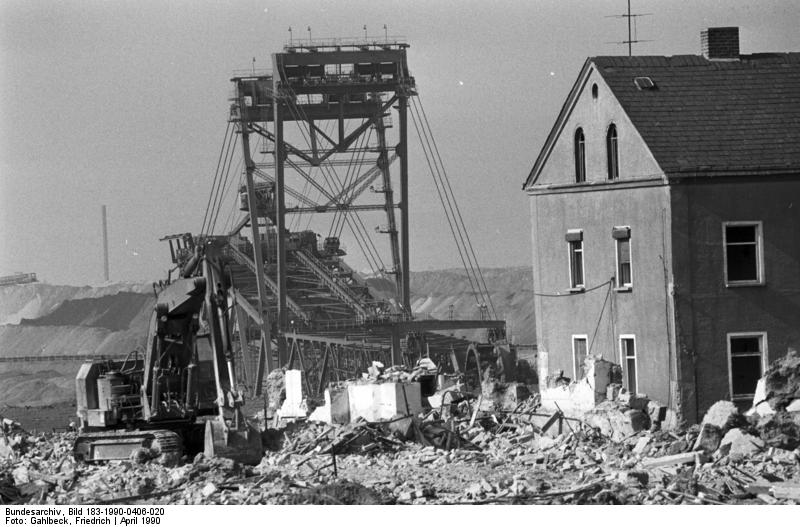
Tagebau Breitenfeld, Wolteritz, 1990

Am häufigsten wird der Begriff Devastierung im Zusammenhang mit Ortsverlagerungen als Auswirkung des Braunkohlebergbaus verwendet. Insbesondere die extensive Landschaftsinanspruchnahme der Großtagebauförderung macht oft die Aufgabe von Siedlungen notwendig. In den deutschen Braunkohlerevieren fanden bislang folgende Siedlungsverlagerungen statt:
- Lausitzer Braunkohlerevier: Devastierung von 135 Siedlungen, Umsiedlung von 27.500 Einwohnern, davon 103 Siedlungen und 22.200 Einwohner in Brandenburg und 32 Siedlungen und 5.300 Einwohner in Sachsen;
- Mitteldeutsches Braunkohlerevier: Devastierung von 126 Siedlungen, Umsiedlung von 51.200 Einwohnern, davon 72 Siedlungen und 23.000 Einwohner in Sachsen, 40 Siedlungen und 26.200 Einwohner in Sachsen-Anhalt und 4 Siedlungen und 2.000 Einwohner in Thüringen;
- Rheinisches Braunkohlerevier: 47 Siedlungen und 28.400 Einwohner;
- Helmstedter Braunkohlerevier: 4 Siedlungen und 2.850 Einwohner.[4]

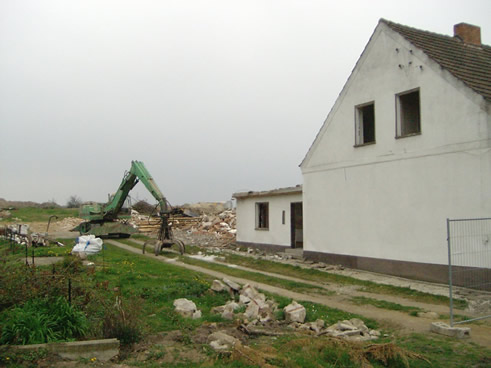
Abriss Hornos (Tagebau Jänschwalde)
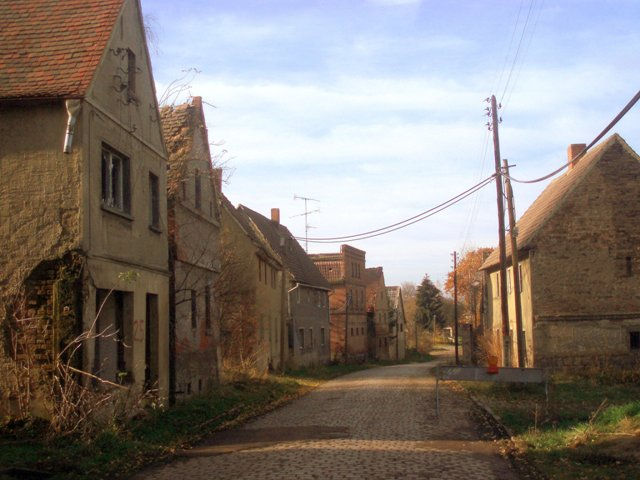
Das vor dem Abriss stehende Großgrimma (Tagebau Profen)
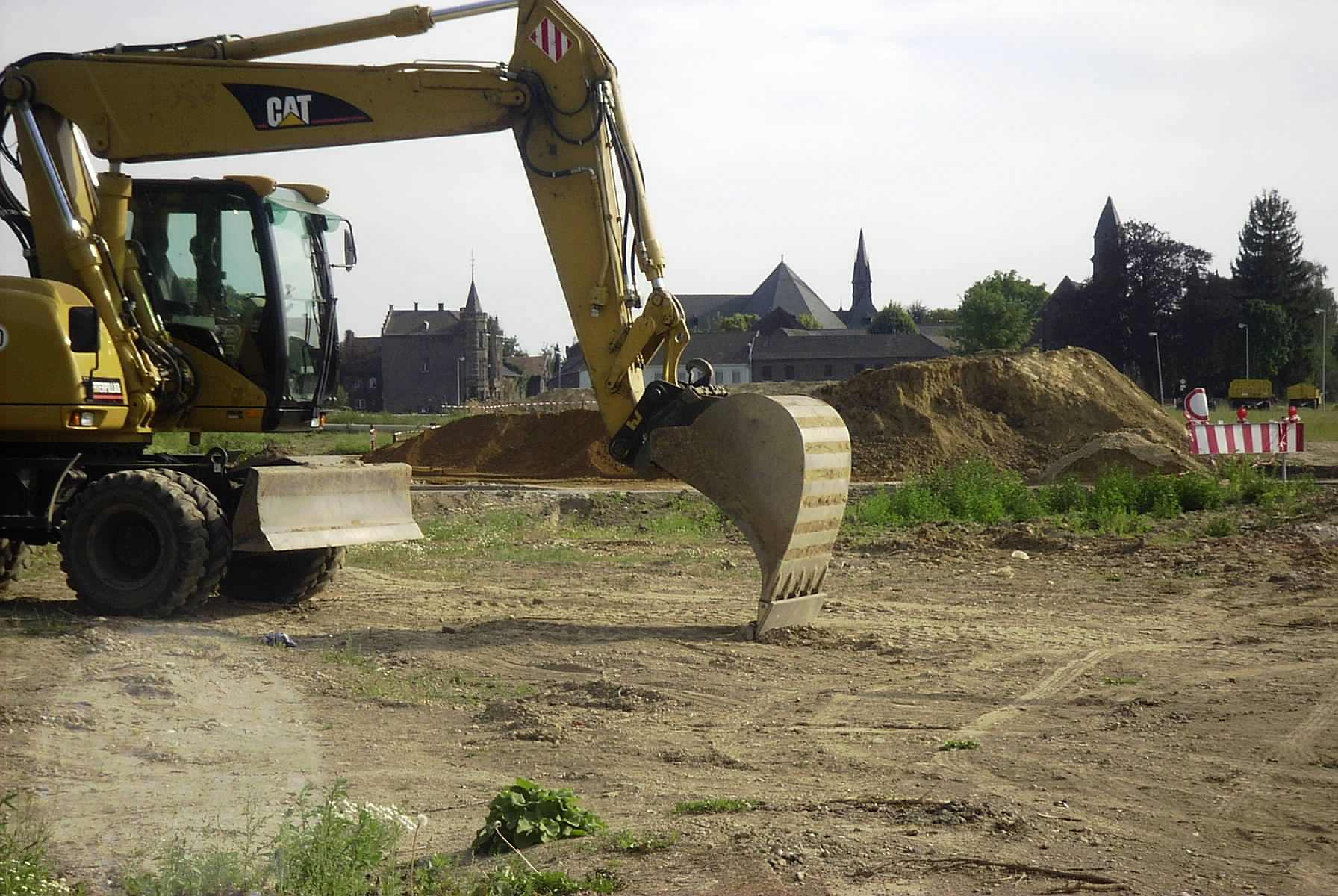
Abriss und Einebnung Alt-Otzenraths (Tagebau Garzweiler)
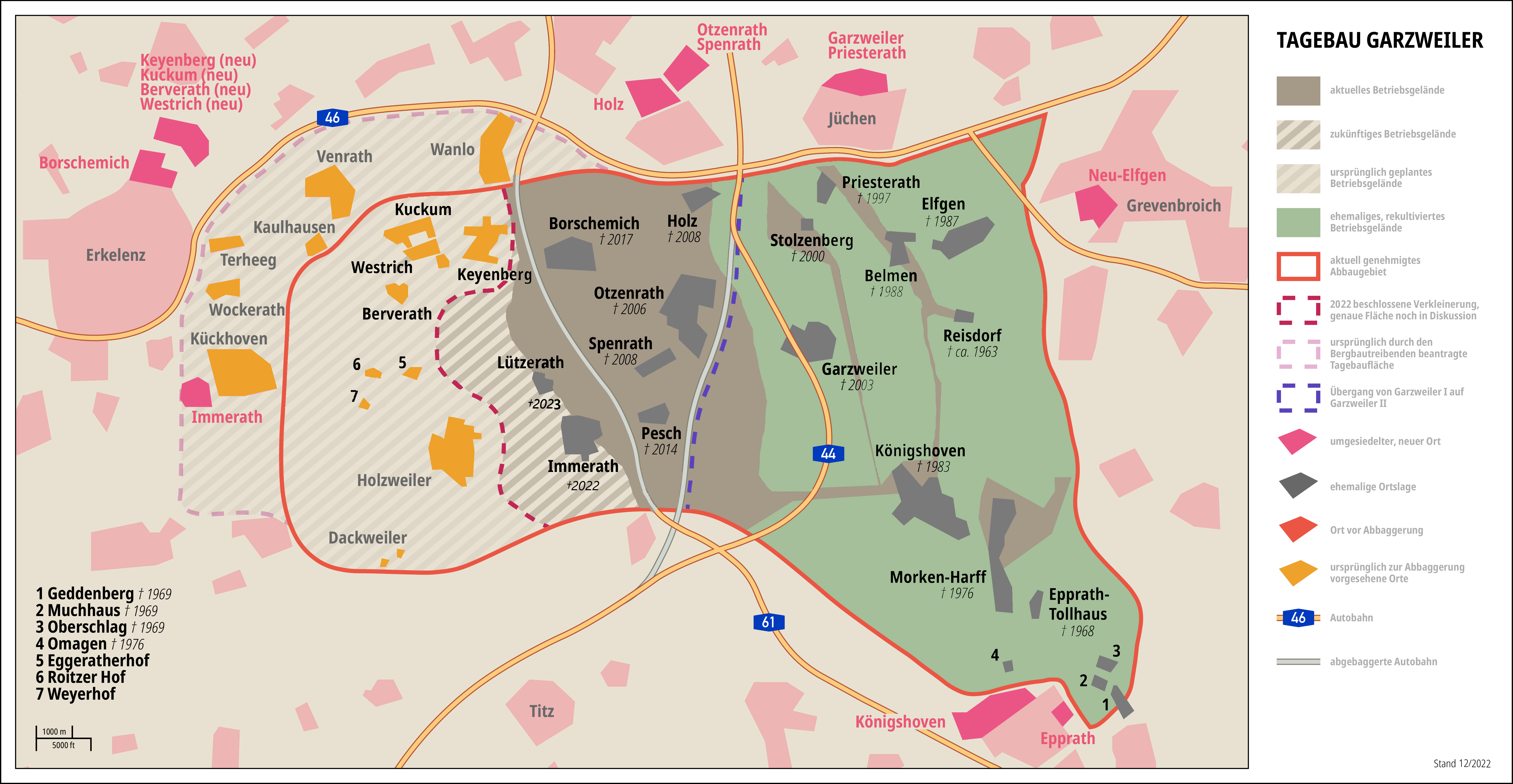
Tagebau Garzweiler – Darstellung des künftigen Abbaugebietes mit den noch zu devastierenden Orten
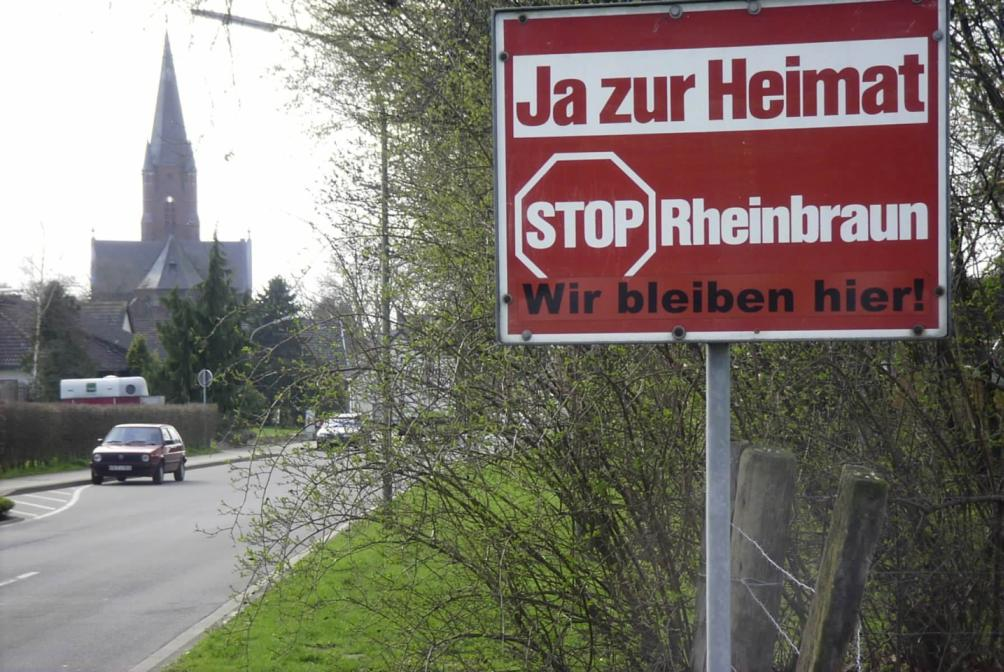
Protest gegen die geplante Devastierung von Holzweiler durch den Tagebau Garzweiler

Insgesamt fielen dem deutschen Braunkohlenbergbau damit seit Beginn des 20. Jahrhunderts 312 Siedlungen zum Opfer, 109.950 Einwohner wurden umgesiedelt. Ein Großteil der devastierten Orte entfiel auf die Reviere in der DDR, da hier der Braunkohlenbergbau aus Autarkiegründen nur wenig Rücksicht auf die gewachsene Kulturlandschaft mit ihren teils jahrhundertealten Siedlungen nehmen durfte. In den auch als verlorene Orte bezeichneten überbaggerten Ortschaften wohnten im Mitteldeutschen Revier – wie in Magdeborn – bis zu 3.200 Einwohner. Zur Fortführung des Braunkohleabbaus über 1990 hinaus wurden aber bereits Planungen zur Umsiedlung von Kleinstädten wie Zwenkau und Pegau mit über 7.000 Einwohnern erarbeitet. Auch in der Oberlausitz existierten Planungen für die Überbaggerung von weiten Teilen Zittaus. Die Beispiele Heuersdorf und Horno machen deutlich, dass der Braunkohlenbergbau auch heute noch Eingriffe in das Siedlungsnetz notwendig macht. Dabei zeigen die in beiden Fällen geführten langwierigen Prozesse aber auch, dass die Bemühungen zu sozialverträglichen Umsiedlungen nicht zwangsläufig akzeptable Umsiedlungsverfahren wie im Falle der Gemeinde Großgrimma hervorrufen.
In anderen, europäischen Braunkohlenbergbaugebieten waren ebenfalls vergleichbare Devastierungen zu verzeichnen, wobei das dicht besiedelte nordböhmische Braunkohlerevier besonders betroffen war. Hier erfolgten im 20. Jahrhundert großflächige Eingriffe in das Siedlungsnetz, denen allein im Abbaugebiet um Most (Brüx) 33 Siedlungen zum Opfer fielen. Etwa 46.000 Menschen wurden umgesiedelt. Markant war dabei vor allem der Abriss der Moster Altstadt und die weltweit beachtete und technisch anspruchsvolle Versetzung der Dekanatskirche auf einen ausgekohlten Restpfeiler.
Auch andere Bergbauzweige können Devastierungen von Siedlungen verursachen. Beispielhaft sei hier auf die Uranerzförderung der SDAG Wismut hingewiesen, der in der sächsisch-thüringischen Uranprovinz vier Siedlungen in Gänze und weitere neun Siedlungen zum Teil zum Opfer fielen.
Die Kosten für die Sanierung der Bergbaufolgelandschaften werden auch Ewigkeitslasten genannt.
Ein filmisches Zeugnis bietet der preisgekrönte deutsche Dokumentarfilm Land am Wasser (2015).

### Stauseen

#### Deutschland
Bei der Flutung des Edersees wurden die Dörfer Asel, Berich und Bringhausen, die im Tal der Eder lagen, zerstört. Von den Dörfern Nieder-Werbe und Herzhausen wurden Teile überflutet.
Bei der Flutung der Biggetalsperre wurden mehr als 20 Ortschaften oder Weiler überflutet.
Bei der Flutung des Möhnesees versank der ehemalige Ort Kettlersteich vollkommen im Wasser. Das Dorf Delecke (Alt-Delecke) wurde ebenfalls zum größten Teil geflutet.
Bei der Flutung des Obernausees wurden die Ortschaften Obernau und Nauholz sowie ein Teil von Brauersdorf durch das aufgestaute Wasser zerstört.
Für den Bau der Wiehltalsperre wurden ab Mitte der 1960er die Dörfer Auchel, Berg, Dresbach, Finkenrath, Hohl, Jägerhaus, Niederodenspiel, Nothausen, Sprenklingen, Strießhard und Ufersmühl geschleift.